# Tissaluk
Tissaluk [ˈtˢisːaluk] (nach alter Rechtschreibung Tigssaluk) ist eine wüst gefallene grönländische Siedlung im Distrikt Paamiut in der Kommuneqarfik Sermersooq.

## Lage
Tissaluk befindet sich vor einem gleichnamigen Berg am kleinen Fjord Taartoq auf einer Halbinsel zwischen den Fjorden Sermiligaarsuk und Tissaluup Ilua. Tissaluk liegt 80 km südsüdöstlich von Paamiut sowie 32 km nordwestlich von Arsuk.

## Geschichte
Es ist überliefert, dass Ende des 18. Jahrhunderts 22 Personen in Tissaluk lebten. Später war der Ort ein Udsted. Es ist vorerst nichts weiter bekannt, als dass die Bewohner sich beim Udstedsverwalter andauernd Geld liehen, was schließlich verboten wurde. 1906 wurde der Udsted aufgegeben. Als Grund wurde angegeben, dass die Bewohner zu unfähig bei der Jagd waren und die Jagdgründe ohnehin schlecht. Die Bewohner wurden auf umliegende Orte verteilt.
1931 wurde in Grønlands Landsråd vorgeschlagen, dass Tissaluk wieder besiedelt werden sollte. 1934 äußerte sich der Gemeinderat in Arsuk dahingehend, dass das Gebiet von den Bewohnern Arsuks für die Schäferei genutzt werden sollte. Sie wollten nicht, dass Menschen aus dem deutlich weiter entfernten Paamiut sich dort ansiedelten. Nach Gesprächen gaben die Bewohner von Arsuk den Plan auf, Tissaluk für die Schafhaltung zu nutzen, da es schien, dass die Menschen dort ohne zusätzliche Jagd nicht überleben könnten. Tissaluk wurde aber auch von anderer Seite nie wieder besiedelt.